# إفيرالدو ستام
إفيرالدو ستام (مواليد 5 يوليو 1991) هو لاعب كرة قدم برازيلي.

## وصلات خارجية
- إفيرالدو ستام على موقع رابطة كرة القدم اليابانية للمحترفين (اليابانية)
- إفيرالدو ستام على موقع إي إس بي إن إف سي (الإنجليزية)
- إفيرالدو ستام على موقع قاعدة بيانات كرة القدم.إي يو (الإنجليزية)
- إفيرالدو ستام على موقع Soccerway.com (الإنجليزية)
- إفيرالدو ستام على موقع عالم كرة القدم.نت (الإنجليزية)